# Brasseuse
Brasseuse – miejscowość i gmina we Francji, w regionie Hauts-de-France, w departamencie Oise.
Według danych na rok 1990 gminę zamieszkiwały 152 osoby, a gęstość zaludnienia wynosiła 18 osób/km² (wśród 2293 gmin Pikardii Brasseuse plasuje się na 845. miejscu pod względem liczby ludności, natomiast pod względem powierzchni na miejscu 571.).